# Agence de presse Inter-France
L'agence de presse Inter-France était une agence de presse française fondée à Paris en 1937, connue surtout pour son orientation collaborationniste sous l'Occupation et le régime de Vichy.

## Historique

### Agence anticommuniste, 1937-1940
Son fondateur et principal dirigeant, Dominique Sordet, critique musical du quotidien royaliste L'Action française, s'est fait connaître des milieux de la presse de droite par la parution simultanée en octobre 1936, sous ses auspices, d'un article anticommuniste établissant le bilan du Front populaire dans plus de 300 périodiques,,. Un chiffre minimisé par le quotidien des socialistes, Le Populaire.

L'agence est « lancée en 1937 par des journalistes d'Action française et des financiers d'extrême droite » selon l'historien Pascal Ory, à destination des périodiques de province de droite, pour lutter contre le communisme et le Front populaire. Sordet affirmera en 1942 : 

« (…) au début 1937, des groupements d’industriels de province, nés sans doute de la panique que l’agitation sociale avait provoquée dans les milieux patronaux (…) réunirent des fonds pour lutter contre le communisme et arrêter le pays sur la pente de la guerre civile. Ils me demandèrent de m’occuper pour leur compte des questions de presse. »

 Il oppose ces groupes aux « puissances d’argent » parisiennes, incapables de mener la lutte. Parmi ces industriels figure l'industriel cotonnier des Vosges Georges Laederich qui anime une officine patronale anticommuniste et contribue en effet au financement de l'agence à partir de 1937. Il est en relation avec Sordet et d'autres patrons comme Georges Brabant, Jean Payelle (de la SA des mines de Rosières-Varangéville, en Meurthe-et-Moselle), l'Alsacien Roger Ruillier (directeur de la SA d'industrie cotonnière à Mulhouse), Marcel Doligez, des Ets Champier, à Tarare (Rhône), Georges Roque, patron des Verreries Souchon-Neuvesel (Rhône), les Marseillais Bernard de Revel, des Raffineries de sucre de Saint-Louis, et Jean Fraissinet, armateur. Doligez est lié à une officine patronale fondée à Lyon en septembre 1936, la Centrale industrielle et commerciale (CIC), qui centralise les fonds de propagande du patronat de la région lyonnaise. Bernard de Revel est quant à lui un cousin germain de Sordet. Laederich finance avec son officine patronale des petits périodiques d'arrondissement dans les Vosges et des quotidiens, L'Eclair de l'Est, de Nancy, et son pendant vosgien, Le Télégramme des Vosges, et contrôle un autre quotidien spinalien, L'Express de l'Est.
Sordet se voit attribuer en 1937, pour l'année suivante, 700 000 francs pour son « bureau de presse » informel. Il bénéficie ensuite de l'appui de la Confédération générale du patronat français.

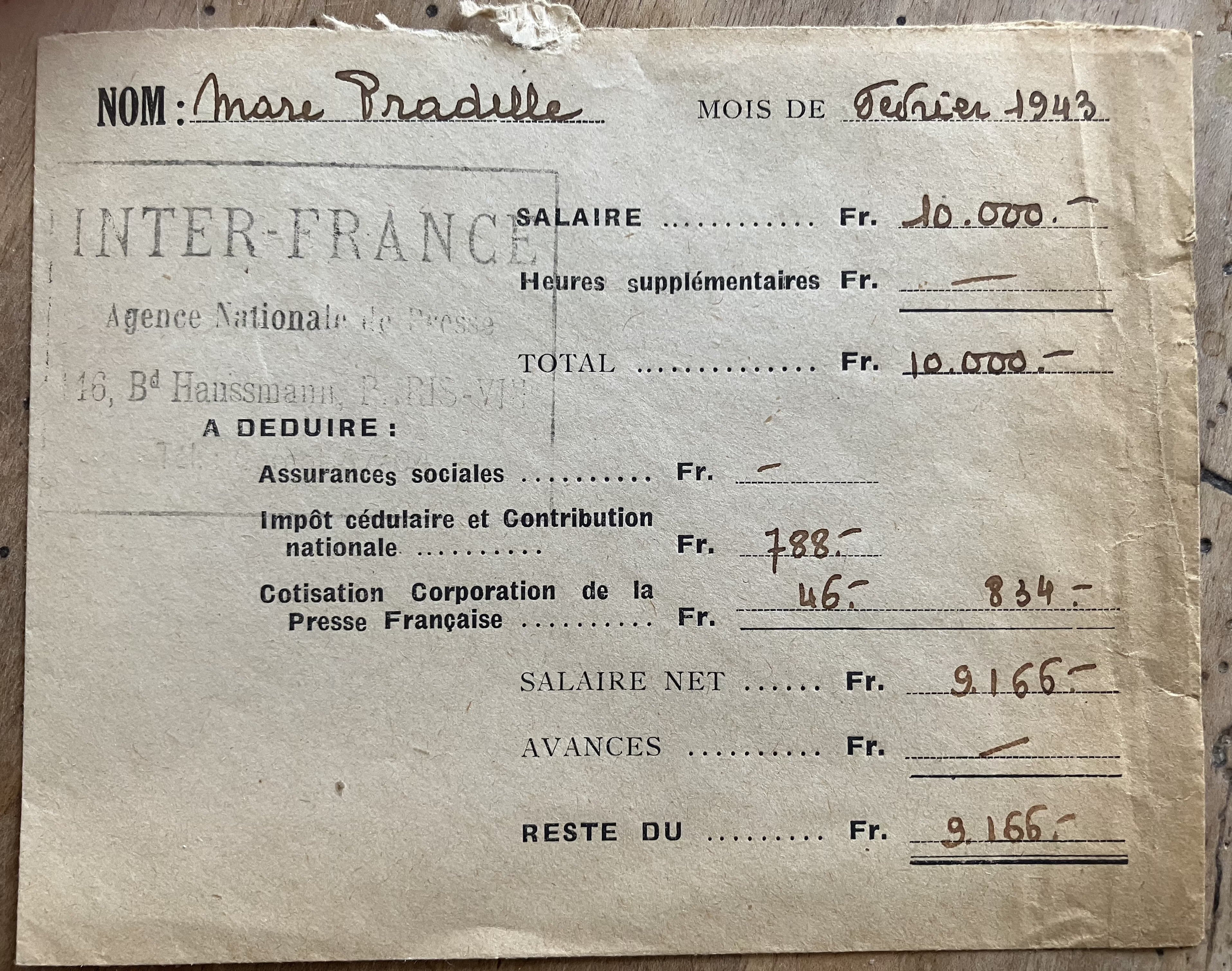
Salaire à Inter-France de Marc Pradelle pour le mois de février 1943.

L'agence s'installe à Paris en 1937, rue de Téhéran, et Sordet est secondé à partir de juillet 1937 par Marc Pradelle,, directeur d'un journal de province, de tradition monarchiste, L'Avenir du Loir-et-Cher, et ancien militant de l'Action française, ,. Il a affirmé en 1936 dans L'Avenir sa fidélité à la cause royaliste et a accueilli l'arrivée au pouvoir de Léon Blum par un article antisémite. Il devient le directeur adjoint de l'agence.
Ils sont bientôt rejoints par le colonel Michel Alerme, Georges Vigne, qui a été un proche sinon membre de l'Action française, André Delavenne, Xavier de Magallon. Entré à l'agence en octobre 1938, Georges Vigne va en être le rédacteur en chef jusqu’en 1944. Né en 1905, Delavenne, fils d'un conseiller municipal parisien (Georges Delavenne), a aussi milité à l'Action française dans les années 1920, et a participé à l'émeute du 6 février 1934, au cours de laquelle il a été blessé. Il est membre du Parti populaire français depuis février 1938.
En 1938, l'agence s'agrandit, publie un bulletin, et déménage dans les locaux de la Société d'études et d'expériences techniques d'imprimeries et de presse (SETIP), constituée en mars et dont le siège se trouve au 146, boulevard Haussmann. Sordet préside le conseil d'administration de cette société anonyme, au capital de 25 000 francs, où figurent aussi, notamment, André Delavenne, qui en devient le directeur en 1939, et un homme d'affaires, Georges Brabant,. L'agence passe en février 1938 un accord avec le Syndicat des journaux et périodiques des départements (SJPD), présidé par l'ancien député Pierre de Monicault et animé par Georges Riond, son délégué général, permettant d'adresser aux adhérents du syndicat un bulletin. Riond devient chef des informations puis en septembre 1939 rédacteur en chef-adjoint de l'agence de Sordet tandis que le siège du SJPD est transféré à celui de l'agence. Riond est aussi l'un des vice-présidents de la Fédération nationale des correspondants (FNC), issue de la Fédération française des correspondants républicains nationaux des journaux, anciennement liée au Centre de propagande des républicains nationaux et désormais à Inter-France.
Inter-France prend la forme d'une société anonyme, possédée officiellement par ses clients (38 journaux actionnaires à la veille de la guerre). Ses statuts sont établis le 20 août 1938, son capital s'élève alors à 125 000 francs, divisé en 250 actions de 500 francs. Son nom complet est Inter-France, agence nationale d'informations de presse et de documentation politique. Son fondateur, Dominique Sordet, reçoit 72 actions en fonction de ses apports : le nom de l'agence, déposé le 4 mars 1938, le local du 146, boulevard Haussmann, loué depuis le 19 janvier 1938, le bulletin de l'agence. Les autres actions sont souscrites par 39 personnes et sociétés. Des sociétés publiant des quotidiens de province administrent cette société : la société Marseille-Matin (capital : 10 millions de francs), contrôlée par l'armateur Jean Fraissinet, la SA du Nouvelliste et de la Dépêche de Lille (capital : 850 000 francs), la société du Petit Courrier (Angers, capital : 1 million de francs) - possédée notamment par le sénateur conservateur Anatole Manceau, directeur du journal -, l'Imprimerie Théollier (Mémorial de Saint-Étienne; capital: 2 millions de francs), la société du Salut public (Le Salut public de Lyon ; capital: 1,9 million de francs), la Société des journaux et publications du Centre (Courrier du Centre à Limoges ; capital : 4,5 millions de francs. Louis de Lamothe est le directeur général de ce quotidien régional et le président du conseil d'administration de la société), SARL Lafond fils et Cie (Le Journal de Rouen; capital : 2,5 millions de francs). Quatre sociétés liées au groupe de presse catholique La Presse régionale font partie du conseil d'administration : la SA de La Liberté du Sud-Ouest (Bordeaux ; capital : 3 518 000 francs), la Presse du Sud-Est (La République du Sud-Est, de Grenoble ; capital : 1 050 000 francs), la Presse de l'Ouest (L'Echo de la Loire, de Nantes ; capital : 769 500 francs) et la Presse de l'Est (L'Éclair de l'Est, de Nancy ; capital : 1 338 000 francs). Ainsi que des individus : le colonel Michel Alerme, Édouard-Adolphe Marret, représentant de L'Éveil provençal et vice-président du SJPD, Jacques Thénard, administrateur de sociétés, propriétaire et directeur du quotidien Le Bien public de Dijon, Henri Hutin, directeur-propriétaire de l'hebdomadaire meusien L'Echo de l'Est, industriel fromager et maire de Lacroix-sur-Meuse, Eugène Leroux, directeur-propriétaire du Messager de Darnétal (Seine-Maritime), Gaston Barbez, directeur-propriétaire du Journal des Flandres (Nord),. Le colonel Alerme va présider le conseil d'administration. Parmi les autres périodiques actionnaires figure Le Moniteur du Puy-de-Dôme (10 actions), possédé par Pierre Laval, que Sordet aurait rencontré en 1938,. 

L'agence affirme fonctionner alors à la manière d'une coopérative, associant plusieurs organes de presse qui sont à la fois clients et copropriétaires de l'agence. Le quotidien Le Jour de Léon Bailby annonce sa formation en novembre 1938, en soulignant qu'elle est « la première coopérative de journaux français », appartenant à la « nuance de l'opinion française nationale ». Il s'agit en fait d'une façade ; l'agence est toujours financée par des subventions d'industriels. Sordet recherche sans cesse des fonds. Il se plaint en effet à André Tardieu en 1939 : 

« Les véritables difficultés viennent des bailleurs de fonds, dont beaucoup sont d'ailleurs des amis. (...) Mais ils n'en arrivent pas moins, dans ce domaine nouveau de la propagande politique, avec les réflexes de chefs d'entreprise et de grands patrons. Et l'envie les prend souvent de toucher à la mécanique qu'ils entretiennent de leurs deniers, et dont ils estiment connaitre le fonctionnement mieux que personne, puisqu'ils paient. (...) Cela ne serait encore rien. Mais j'ai surtout à me battre pour obtenir les moyens matériels de monter ma maison comme elle doit l'être. (...) Nous tournons au ralenti faute d'un budget décent. (...) Ce n'est pas l'argent qui manque aux « oligarchies financières ». C'est le sentiment de la hiérarchie des chapitres de dépense, la notion claire de ce qui est utile et de ce qui ne l'est pas. »

 Il contacte en 1940 Alfred Lambert-Ribot, espérant le rencontrer pour bénéficier de l'appui financier du Comité des forges et de l'Union des industries métallurgiques et minières.
L'agence publie en 1938-1939 des articles et des notes pacifistes, hostiles au « parti de la guerre » mené selon elle par les communistes.
Alors que Jacques Thénard, administrateur d'Inter-France, demande le 1er décembre 1938 dans Le Courrier de Saône-et-Loire, l'interdiction du Parti communiste, l'agence se fait connaître le même mois en diffusant un appel à l’interdiction du Parti communiste français, reproduit dans plus de 430 périodiques et adressé au Parlement : « Au moment où le pays, instruit par l’expérience de deux années de désordre, entreprend un effort de redressement, il importe au plus haut point qu’aucune volonté étrangère n’y mette obstacle ». « L’appel des 430 » affirme que le seul objectif du PCF « est la ruine de la civilisation de l’Occident » et qu’il y tend par trois moyens : la guerre civile, la guerre étrangère et la « destruction de nos biens et de nos libertés ». Il mêle anticommunisme et antibellicisme. Le texte est documenté ; il cite des extraits de l’encyclique de Pie XI Divini Redemptoris et des statuts de la IIIe Internationale, ainsi que, non sans malice ou perfidie, des citations de Léon Blum contre le communisme, issues de sa brochure de 1927 Bolchevisme et socialisme. Il fait allusion aussi aux témoins désabusés des réalités soviétiques, l’Américain Andrew Smith, le syndicaliste britannique Walter Citrine, le militant socialiste et cégétiste Kléber Legeay, et le journaliste sportif Solonievitch, qui s’est enfui d’URSS. Les journaux ayant diffusé l'appel sont des périodiques locaux mais aussi des quotidiens parisiens tels le Journal des débats, L'Action française, Le Figaro, Le Journal, ou Le Matin. Rares sont ceux qui mentionnent l'agence. Le quotidien du Parti social français, Le Petit Journal, signale avoir reçu l'appel d'Inter-France mais ne le publie pas. Le quotidien catholique La Croix, de même, refuse de publier l'appel. En janvier 1939, l'agence diffuse une affiche matérialisant l’opération dite « des 430 », énumérant les nombreux journaux qui ont publié l’appel. En juillet, l’agence diffuse à nouveau le texte d’une affiche éditée à la suite de l’appel de 1938 : « Il ne suffit pas d’incarcérer quelques misérables convaincus de s’être faits les agents de la propagande étrangère, il faut briser les organismes qui, publiquement, servent les desseins criminels des ennemis de notre pays ».
L’Humanité réagit à l’appel « des 430 » en accusant l’agence de « menées hitlériennes ». Ce manifeste a été rédigé à Berlin et « a vu le jour dans une officine du docteur Goebbels : il porte la marque du grand maitre de la propagande nazie à travers le monde », accuse le quotidien communiste. Il a été transmis par « une agence nouvellement créée et qui ose s’intituler Inter-France », explique le journal à ses lecteurs. Il souligne qu’à sa tête se trouve un « obscur individu » [Sordet]  et que derrière se cachent « certains dirigeants de la presse réactionnaire », ne citant que les armateurs Cyprien-Fabre et Jean Fraissinet de Marseille-matin, accusés d’avoir créé une agence  « chargée de diffuser aux journaux anti français les manifestes et les calomnies issus du cerveau de Goebbels ». Bref, la naissance de l’agence « qui lança son fameux manifeste réclamant la dissolution du parti communiste » « coïncide avec un renforcement de l’offensive hitlérienne dans notre pays de France ». Le groupe communiste de la Chambre des députés demande aussi la nomination d'une commission d'enquête parlementaire « pour faire la lumière sur l'origine des campagnes anticommunistes ». Le journal communiste accuse aussi Claude-Joseph Gignoux, dirigeant de la Confédération générale du patronat français, d'avoir commandité l'opération,. Le Populaire dénonce aussi cet appel.
L'agence commente l'opération dans un article publié par la presse de province à la fin du mois de décembre 1938, notant le refus du Petit Journal, signalant que quelques autres journaux parisiens n'ont pas publié l'appel (Le Petit Parisien, Paris-Soir), qu'il a suscité l'hostilité d'Émile Buré alors que d'autres éditorialistes l'ont applaudi comme Paul Marion, et soulignant la « rage impuissante » des journaux communistes (Ce soir, L'Humanité).
D'autres journalistes ont rejoint l'agence, qui fait appel aussi à des plumes extérieures comme Claude Jeantet,,.
En février 1939, elle révèle une mystification à propos de la guerre d'Espagne, qui a berné Geneviève Tabouis de L'Œuvre et plus encore le socialiste Pierre Brossolette du Populaire : ils ont cru en de faux courriers de faux aristocrates espagnols monarchistes (le marquis de Canada-Hermosa et son petit-neveu le comte Borja) proposant aux deux camps ennemis espagnols un armistice,,. La persévérance de Brossolette dans l'erreur fit la joie  de ses adversaires et lui valut des surnoms peu flatteurs. L'agence en conclut : « Voilà avec quelle légèreté, sans prendre la peine de vérifier des documents fantaisistes, le journal de M. Léon Blum monte des campagnes susceptibles de troubler gravement l'opinion ». Elle en profite en effet pour attaquer Léon Blum. Un rédacteur de l'agence, André Delavenne, aurait téléphoné au Populaire pour se faire passer pour le petit-neveu du marquis.
En juin 1939 Sordet, Alerme et Vigne prennent part au banquet annuel du SJPD, qui prend cette année-là une ampleur inhabituelle. Il a comme invité d'honneur Pierre Laval, aux côtés de personnalités comme le cardinal Alfred Baudrillart, Georges Claude, Xavier de Magallon, Claude-Joseph Gignoux, Léon Bérard, d'hommes politiques comme Philippe Henriot, représentant la Fédération républicaine, Pierre-Étienne Flandin, de l'Alliance démocratique, Jacques Doriot, du PPF, Pierre Cathala, des radicaux indépendants, Jacques Poitou-Duplessy, représentant le PNRS, Charles Guernier, président du groupe de la gauche radicale au Sénat, un représentant du PDP, un représentant du Parti social français, Roger Farjon, vice-président du Sénat, de propriétaires ou directeurs de journaux comme Jean Fraissinet, Émile Mireaux du Temps, Jean Dupuy du Petit Parisien, Jean Lafond, directeur du Journal de Rouen, le sénateur Maurice Dormann, Jacques Thénard, Louis de Lamothe, etc. Sordet tente alors d'absorber définitivement le SJPD et propose à Pierre de Monicault en juin 1939 de siéger à son conseil d'administration, ce qu'il refuse. Pradelle est administrateur du syndicat puis remplace Riond comme délégué général en 1940, ce qui achève l'absorption du syndicat.

### Agence collaborationniste sous l'Occupation
En mai et juin 1940, alors que des journaux actionnaires de l'agence comme L'Éclair de l'Est cessent de paraitre et que des directeurs de journaux également actionnaires meurent au combat, tel le baron Jacques Thénard, les animateurs de l'agence se replient à Poitiers puis gagnent Bordeaux et Vichy, où Sordet travaille à reconstruire son agence. Le 11 octobre 1940, et les Allemands et le régime de Vichy autorisent la réouverture de l'agence sous le contrôle de la censure, la diffusion de son bulletin dans les deux zones et la constitution d'un bureau à Vichy, animé dans un premier temps par Marc Pradelle. La publication des bulletins, interrompue en juin, reprend en novembre. Sordet quitte Vichy pour Paris, où il retrouve André Delavenne, Georges Vigne et Jean Queval,.
Depuis août 1940, Dominique Sordet a été expulsé par Charles Maurras des colonnes de L'Action française,. L'écrivain Jean Grenier note que Maurras est tout à fait opposé « à ce groupe [de journalistes] qui a fondé l'agence de presse Inter-France germanophile ». C'est que Sordet prend très tôt parti pour la collaboration franco-allemande, s'alignant notamment sur les positions de Pierre Laval.
Georges Riond quitte l'agence en octobre 1940 ; il sera plus tard un vichysto-résistant, comme Queval.
Dès avant Montoire en octobre 1940, l'agence a une ligne éditoriale favorable à la Collaboration avec l'Allemagne nazie. Elle fait publier après Montoire des appels soutenant la politique de collaboration, de notables souvent âgés : Georges Claude, le cardinal Alfred Baudrillart, Arsène d'Arsonval, Jean-Louis Faure ou Louis Lumière,.
Les bulletins de l'agence sont pour la plupart anonymes. Les éditoriaux sont toutefois signés par Sordet, Vigne, René Gast et sont visés par la censure. Des collaborateurs extérieurs y publient des articles : Marcel Déat et Georges Albertini, du Rassemblement national populaire (RNP), Georges Blond, Robert Brasillach, Georges Champeaux, Lucien Rebatet, Paul Rives, Camille Fégy, Émile Vuillermoz, Jean Héritier, Xavier de Magallon, président des Amis d'Inter-France, etc. Les bulletins sont quotidiens (bulletins rouges) ou hebdomadaires (bulletins bleus). Se sont ajoutés des bulletins d'autres couleurs, publiés pour le compte de plusieurs ministères, tel un bulletin social de couleur marron. Elle publie aussi à partir de 1943 les Dossiers Inter-France, destinés à des particuliers. L'agence diffuse également des lettres confidentielles, visant à offrir un matériau de propagande : ce sont des notes quotidiennes dactylographiées, rédigées en marge de la censure, et une correspondance de caractère privé. Elles sont destinées à un public limité et ne doivent pas être reproduites.
L'agence passe des accords avec une agence allemande, Transocéan, en 1940-1941, approuvés par le gouvernement de Vichy,. En 1942, lors du premier anniversaire de l’agence Transocéan, auquel participèrent le ministre Pierre Cathala et l'ambassadeur Otto Abetz, le directeur de l’agence allemande « insista sur la collaboration qui existait entre Transocéan et Inter-France Informations » : « C’est la première fois que deux agences d’informations, l’une française, l’autre allemande, travaillent dans la plus totale confiance, recherchent ensemble le même but, la compréhension entre deux grands peuples qui, jusqu’à présent, ne se connaissaient guère que pour se dresser l’un contre l’autre ». 
Inter-France bénéficie de subventions du régime de Vichy ; Sordet a notamment bénéficié de l'appui de Paul Marion, secrétaire général à l'information et à la propagande. Ces subventions ont été augmentées avec le retour de Pierre Laval au pouvoir en 1942,. Un retour loué publiquement par Sordet. En juillet 1944, Pierre Laval supprime cependant toute subvention à Inter-France.
Elle prend progressivement de l'ampleur après la défaite de 1940, bénéficiant de la liquidation de l'agence Havas par le régime de Vichy et du fait de la constitution de trois filiales, les Éditions Inter-France, qui font paraître une douzaine d'ouvrages de propagande, à commencer par ceux d'Alerme et de Sordet, Inter-France Informations, agence télégraphique de dépêches fondée en octobre 1941, et Inter-France publicité en 1943, contrôlée cependant majoritairement par Havas-publicité.
Les éditions Inter-France sont fondées sous la forme d'une SARL, en avril 1941. Ses associés originels sont Georges Marignier, petit industriel de la chaux à Joze, la société du Petit Parisien, l'industriel lyonnais Marius Berliet, Charles Lesca, de Je suis partout, la société Lafond fils et Cie (Le Journal de Rouen), dirigée par Jean Lafond et Pierre Lafond, Sordet et Alerme. En mai 1944, son capital est porté à un million de francs. Marignier, Berliet, Lesca et Lafond et Cie souscrivent à nouveau. Les nouveaux souscripteurs sont le quotidien vosgien L'Express de l'Est, contrôlé par l'industriel Georges Laederich, Georges Tétard, président de La Tribune de l'Oise, le marquis de Tracy, propriétaire du quotidien Paris-Centre (Nevers), l’industriel grenoblois Jean Denimal (du Petit Dauphinois) et trois personnalités des milieux collaborationnistes : Marcel Déat (dix actions), Lucien Rebatet, ami de Sordet et d'Alerme, et Georges Claude (2 actions chacun), qui a été publié en 1942 (La seule route, recueil d'articles et de conférences) et 1943 (Français, il faut comprendre !),,. Les derniers livres publiés, Les Derniers jours de la démocratie, de Sordet, et Les raisons d'un silence d'Henri Béraud, paraissent en juin et août 1944.
La SARL Inter-France informations (IFI) est fondée en octobre 1941. Son capital originel s'élève à un million de francs, fourni par 15 périodiques. Elle a comme cogérants Sordet et Alerme et est dirigée par un conseil de surveillance comprenant des sociétés contrôlant des journaux : L'Ouest-Éclair (démissionnaire en juin 1943 et remplacé par la société éditrice du Journal de Rouen), L'Express de l'Est d'Épinal et Le Moniteur du Puy-de-Dôme de Pierre Laval. André Delavenne est directeur-adjoint,. Elle est officiellement la propriété de nombreux journaux possédant des parts de la SARL : sept de la zone Nord à l'origine (Le Journal de Rouen, Le Petit Courrier d'Angers, La Liberté du Sud-Ouest, actionnaires originels d'Inter-France, Cherbourg-Éclair, L'Ouest-Éclair, La Petite Gironde et L'Express de l'Est) et huit de la zone Sud : cinq actionnaires d'Inter-France (Le Courrier du Centre de Limoges, Le Moniteur du Puy-de-Dôme, Le Nouvelliste de Lyon, L'Éclair, de Montpellier, et L'Éclaireur de Nice) et trois nouveaux : Le Département de Châteauroux, L'Indépendant des Pyrénées-Orientales et La Dépêche corse,. Son rédacteur en chef est René Gast, né en 1883, ancien secrétaire de rédaction puis rédacteur en chef (1927) du Petit Parisien, ancien rédacteur en chef en 1929 de L’Avenir, puis du Petit journal en 1933-34, ancien chef du service de politique intérieure de L'Information économique et financière de 1934 à 1939. Il a été le chef du bureau de la censure régionale à Lyon en 1940-1941. Il est secondé par Georges Ricou. IFI emploie des journalistes comme Louis Truc ou René Sédillot.
Inter-France et ses filiales s'installent dans les bureaux du Palais Berlitz à Paris en juillet 1942, après des travaux commencés en octobre 1941. 700 journaux sont abonnés à ses services, dont ses 180 journaux actionnaires. Elle emploie 165 salariés.
En avril 1944, Sordet et Alerme intègrent le nouveau comité des Amis des Waffen SS français, présidé par Paul Marion, aux côtés d'autres ténors de la collaboration (Doriot, Déat, Darnand).

#### «Journées Inter-France» à Paris, octobre 1942
Alors que le territoire métropolitain est divisé depuis l'armistice de 1940 en plusieurs zones et qu'une ligne de démarcation sépare le Nord de la zone libre, l'agence organise les 10, 11 et 12 octobre 1942 à Paris les « journées Inter-France ». Sordet réussit à faire de ces réunions un événement politique, répercuté par la presse qui cite surtout les discours de dirigeants politiques, et un outil de propagande en faveur de la collaboration franco-allemande. Durant ces trois jours, des dizaines de directeurs de journaux de province, des deux zones et d'Afrique du Nord, viennent à Paris. Ils sont reçus le premier jour par les autorités du conseil municipal de Paris et de la préfecture de la Seine. Réception suivie par un dîner privé au palais de Chaillot, avec notamment Xavier de Magallon. Le deuxième jour, par le secrétaire d’État à l'information Paul Marion, au palais de Chaillot. Enfin, le troisième jour, par Fernand de Brinon, au ministère de l'intérieur place Beauvau. Et ils prennent part pour le déjeuner, au palais de Chaillot, à un banquet de clôture de 700 couverts présidé par le ministre Abel Bonnard, remplaçant Pierre Laval, retenu à Vichy. Bonnard exalte dans son discours Laval, Pétain et la collaboration et fait le procès des Britanniques. Brinon lit un message de Laval affirmant que l'agence « apporte une aide précieuse au gouvernement, (...) facilite la tâche (qu'il) a entreprise sur l'ordre du Maréchal de France, pour rendre possible une réconciliation et une entente définitive avec l'Allemagne ». D'autres ministres et dirigeants du régime de Vichy assistent au banquet : Pierre Cathala, Max Bonnafous, de Brinon, Jean Bichelonne, Hubert Lagardelle, Robert Gibrat, Raymond Grasset, Joseph Pascot ainsi que Louis Darquier de Pellepoix, l'amiral Charles Platon ou Raymond Lachal, directeur général de la Légion française des combattants, Jacques Barnaud. Des ténors de la collaboration comme Jacques Doriot, Marcel Déat, Jean Luchaire, Joseph Darnand, Marcel Bucard, Jean Filliol du MSR, Georges Albertini, Pierre Constantini, Paul Chack, Georges Claude et l’ancien député vosgien Marcel Boucher. Des journalistes parisiens collaborationnistes comme Robert Brasillach, Lucien Rebatet, Pierre-Antoine Cousteau, André Algarron, Georges Suarez, Gabriel Jeantet, Guy Zuccarelli, rédacteur en chef des Nouveaux Temps et des journalistes allemands. Quelques membres du monde des affaires, tels Gabriel Cognacq, président de l’Entraide d’hiver du Maréchal, Henri Ardant, président du comité d'organisation des banques et P-DG de la Société générale, Jean Bérard - il a organisé une soirée pour les congressistes - et René Maget, de Pathé-Marconi, Paul Berliet, le fils de Marius Berliet, Georges Brabant, président de l’Union bancaire du Nord, Bernard de Gasquet et Bernard de Revel, Marcel Paul-Cavallier, président des Fonderies et Hauts-Fourneaux de Pont-à-Mousson, Eugène Schueller, Georges Marignier, Georges Laederich, Frantz Hacart. Des représentants enfin des autorités allemandes : l'ambassadeur Otto Abetz, le doktor Knochen et les dirigeants de la Propaganda-Abteilung Frankreich. S'ensuivit une réception à l'Institut allemand et une visite des locaux de l'agence. Parmi les convives de province : Louis-Georges Planes, de La Liberté du Sud-Ouest, l'ancien député Eugène Pébellier, Albert Lejeune (directeur ou président du conseil d'administration de plusieurs journaux), André Quinquette, le chanoine Lucien Polimann, directeur de La Croix meusienne, Pierre, Michel et Jean Lafond du Journal de Rouen, le chanoine André Litaize, du Foyer vosgien, Joseph Picavet, du Journal d'Amiens, Pierre Bonardi, Paul Mannoni, rédacteur en chef de L'Écho d'Oran, Georges Soustelle du Petit Méridional, de Montpellier, Henri d'Arcosse, directeur de L'Argus soissonnais, l'abbé Marcel Bergonnier, de l'Eure-et-Loir, Roger Perdriat, de La Dépêche de Toulouse, Charles Tardieu, du Grand Écho du Nord, Franz Philipps et Jean Catinot de L'Écho de Nancy, Roger Clerc, directeur de Nouvelliste du Centre, Jean Geneau, directeur du Courrier du Pas-de-Calais, Robert Huin de L'Express de l'Est, etc.,,,. 
Pour l'anecdote, les convives n'ont pas dégusté de rutabagas : le menu était en effet composé de hors d’œuvre variés, d’une darne de colin à la gelée au chablis suivie d’une poule poêlée au porto, de fromages, de glaces et de fruits.

À l'occasion de ces journées, Sordet rendit hommage à l'appui apporté par le chanoine Peuch, directeur de La Liberté du Sud-Ouest de Bordeaux, et évoqua les fonds réunis « au début de 1937 par des groupements d'industriels de province », nommant trois soutiens (Georges Laederich, Bernard du Perron de Revel et Georges Marignier),. Marcel Déat se félicite ensuite de l'apport de ces journées dans son quotidien, L'Œuvre : 

« On peut donc affirmer que le rassemblement si bien organisé par Dominique Sordet et ses collaborateurs a servi, au-delà de toute espérance, l'entente franco-allemande et par surcroît l'unité française. Tous ces hommes de bonne foi se sont d'abord rendus compte que leurs confrères parisiens n'avaient pas moins qu'eux le souci des destins français. Nous soupçonnons que certains au moins d'entre nous avaient été dépeints là-bas sous des couleurs étranges. Il était bon que l'on pût constater de visu que leur comportement n'a rien de monstrueux, (...) et que dans leurs relations journalières et sans heurt avec les autorités allemandes ils ne sont pas moins nationaux que les plus chatouilleux rescapés du marathon pyrénéen. Il n'était pas moins intéressant pour nous de savoir ce que pensaient ces journalistes (...). Assurément tous n'étaient pas venus, et les plus notoires thuriféraires de l'attentisme ne s'étaient pas risqués en pareille compagnie. Mais enfin il y avait parmi ces centaines de confrères des gens de toutes opinions originelles, le plus grand nombre venus de l'ancienne droite et d'abord groupés dans l'anticommunisme, et d'autres venus de la gauche parfois extrême. Il y avait là une majorité de laïques, mais aussi toute une équipe de chanoines journalistes pleins d'expérience et de subtilité. Or, à part de fort rares exceptions, il est fort nettement apparu que cette troupe composite de Français du Sud parlait facilement le même langage que les Français du Nord. »

Dans Je suis partout, Lucien Rebatet raconte l'histoire d'Inter-France et présente l'agence, loue son ami Sordet et sa volonté de « réconciliation loyale avec l'Allemagne, ce qui lui valait sur-le-champ l'excommunication publique de Maurras », cite ses « collaborateurs de la première heure, Marc Pradelle, André Delavenne, Georges Vigne » et deux industriels qui lui « apportèrent les premiers concours », de Revel et Laederich. Des directeurs de journaux de province, de même, louent l'agence, son action et son équipe dirigeante, soulignant que leurs liens avec l'agence remontent à l'avant-guerre. C'est le cas du directeur de La Gazette (Biarritz), de celui du Moniteur viennois (de l'Isère), Émile Chenebon,,, ou encore du directeur de La Chronique du Libournais, l'avocat Louis Cadars, par ailleurs collaborateur de La Liberté du Sud-Ouest depuis les années 1920,.

### Procès tardif de 1949
Après la Libération, l'agence est mentionnée par des témoins. Dans ses souvenirs publiés en 1946, Henry du Moulin de Labarthète, qui fut le directeur du cabinet civil du maréchal Pétain de 1940 à 1942, écrit qu'il a agi en coulisses contre Sordet dès l’été 1940 : 

« Je fis venir, enfin, MM. Georges Roque, de Lyon, et du Perron de Revel, des Raffineries de Saint-Louis, commanditaires l’un et l’autre de l’agence Inter-France, et les priai de cesser toute subvention à cette officine de trahison. Seul M. Roque m’écouta... »

 Pierre Morel, chef du service de la documentation d'Inter-France, témoigne au procès de Jean Hérold-Paquis en 1945 alors qu'il est emprisonné à Fresnes, et son témoignage est publié dans Les procès de la radio en 1947; Hérold-Paquis lui fait dire que Georges Vigne a démissionné en 1944, « outré par certaines hypocrisies de Dominique Sordet » tandis qu'Hérold-Paquis souligne que la suppression de la subvention de Vichy versée à l'agence a poussé Sordet à se tourner encore plus vers les Allemands. Jean Queval, qui a travaillé pour l'agence, publie en 1946 un article intitulé « Qu'est-ce qu'Inter-France ? ». Pierre Nicolle, ancien dirigeant d'un lobby défendant les petits patrons, présent à Vichy, signale dans un livre publié aussi en 1947 que Sordet lui a fait savoir fin avril 1941 que Fraissinet « avec lequel il avait des accords financiers, se sépare d’Inter-France, prenant nettement position contre la politique de collaboration ».

Interrogé en 1946 par la police au sujet de ses relations avec l'industriel Georges Laederich, Georges Brabant, alors président du Crédit du Nord et du Comptoir linier, déclare : 

« J’ai fait la connaissance de M. Laederich vers 1937 au moment de la fondation d’Inter-France. Je l’ai connu aux réunions auxquelles nous assistions, lui comme représentant d’un groupement patronal de province et moi comme contrôleur des engagements pris par les groupements de province vis-à-vis d’Inter-France. (…) Je m’occupais de la collecte et surtout du contrôle des sommes versées à Inter-France par les groupements de province. »

 Son témoignage n'est pas rendu public. Laederich est condamné à deux ans de prison en octobre 1946 pour collaboration ; ses liens avec Sordet et Inter-France ont compté dans sa condamnation. Il est le seul commanditaire de l'agence à avoir été condamné.
Dès 1946, des journalistes anciens résistants comme Rémy Roure, dans Le Monde, évoquent l'agence. Le Canard enchaîné et L'Ordre d'Émile Buré évoquent aussi Sordet et l'agence. En 1948 et 1949, devant la lenteur de la justice, des journalistes comme Roure, des périodiques de gauche et des résistants évoquent à nouveau l'agence et ses soutiens. Le Comité d'action de la Résistance publie ainsi les brochures Les Cahiers de la Résistance, II, «Les Ultras de la Collaboration. Inter France » et Les Cahiers de la Résistance, III, La presse dite acquittée. Plusieurs patrons sont présentés comme les soutiens originels de l'agence : l'industriel sucrier et papetier Joseph Béghin, vice-président du Crédit du Nord et actionnaire d'affaires de presse (décédé en septembre 1938), qui aurait chargé Georges Brabant de centraliser les fonds versés par des industriels de province, Bernard de Revel, apparenté à Sordet, Bernard de Gasquet et Jean Fraissinet, de Marseille, le filateur Pierre Thiriez et Hermant, du Nord, Georges Roque et Descours, de Lyon, Laederich et Jean Payelle, de l'Est, Maurel et Philippar, de Bordeaux, Frantz Hacart, de la Normandie, Jean des Cognets (président du conseil de surveillance de la Presse régionale de l’Ouest, qui publie le quotidien L'Ouest-Éclair), de la Bretagne, Georges Marignier et Marcel Doligez, du Centre, Firino-Martell, de la Charente.
Des hommes politiques socialistes dénoncent la lenteur de la justice, tel le député Louis Noguères, président de la Haute-Cour. Le quotidien socialiste Le Populaire évoque l'agence dans trois articles en juin 1948, cite ses commanditaires, donne les noms de personnalités qui ont collaboré à ses bulletins sous l'Occupation, ceux de plusieurs convives des « journées Inter-France », ceux des dirigeants et du personnel de l'agence. Il met en cause les dirigeants d'entreprises comme La Presse régionale, qualifiée faussement d'agence de presse. Pour ce journal, Inter-France, « l'une des plus vastes entreprises de corruption de l'esprit public en France, officine de la trahison, doit être jugée ». Le bulletin de la LICA, Le Droit de vivre, évoque aussi en 1948 les industriels qui ont soutenu l'agence. 
L'année suivante, Le Populaire écrit : « L'énorme dossier d'Inter-France […] continue de sommeiller sous la poussière des locaux judiciaires. Il semble qu'une vaste conspiration du silence se soit nouée pour empêcher que la trahison d'Inter-France ne soit proclamée au jour d’une audience publique de justice ». Le quotidien communiste L'Humanité, en mai 1949, dresse l'histoire de l'agence sous le titre « Plus de 400 journaux ont trahi », non sans erreurs (sa naissance est datée de 1934), cite aussi les noms des bailleurs de fonds de l'agence et met en cause des propriétaires ou directeurs de journaux de province comme Vincent Delpuech du Petit Provençal. Le numéro du 20 mai 1949 évoque, dans une veine polémique évidente (l'article cite dans son titre en une le secrétaire d'État MRP Joannès Dupraz, qui assista au banquet), les journées d'octobre 1942 à Paris, citant, documents à l'appui, plusieurs convives du banquet, dont Jules Dassonville, Alphonse de Châteaubriant, Henry Charbonneau, Jacques de Lesdain, Lucien Combelle, Paul Lesourd, de l'hebdomadaire catholique Voix françaises, de Bordeaux, Henri Dorgères, Gabriel Lafaye, René Dommange, Pierre Taittinger, le chanoine Paul Bailly, de la Croix de Lyon, Jean Azéma, Georges Daudet, etc. Un autre quotidien communiste, le régional L'Écho du Centre, évoque aussi Inter-France en 1948 (à propos du Courrier du Centre). Ce quotidien, comme aussi Le Patriote de Nice et du Sud-Est, publie à l'instar de L'Humanité plusieurs articles sur l'agence en mai 1949, mettant en avant Jules Dassonville et mettant en cause Sordet, d'anciens actionnaires de l'agence ou d'Inter-France informations et d'autres convives des « journées Inter-France »,.
Le procès de l'agence eut lieu tardivement, en juin 1949, devant la Cour de justice de la Seine, alors que ses principaux dirigeants, Sordet et Alerme, sont décédés, le premier en 1946 et le second en mars 1949. L'agence est jugée comme personne morale et seul son administrateur (depuis février 1943), Henri Caldairou, entré à l'agence en 1942, est à la barre ; il repart libre. L'agence, qui était déjà sous séquestre, est dissoute. Le procès ne dure que trois heures, ce qui amène L'Humanité à crier au scandale et à dénoncer « l'étouffement éclair du procès » alors que le journal communiste aurait voulu « le procès des bailleurs de fonds de l'agence, des directeurs, des rédacteurs en chef des feuilles complices », ,. Sur les 23 prévenus initiaux, la Chambre civique de la Cour de justice de Paris ne condamne que trois dirigeants de l'agence, à des peines de dégradation nationale (15 ans pour Marc Pradelle, directeur technique, et Caldairou, chef du service administratif, à vie pour André Quinquette, condamné par contumace) et acquitta un quatrième, Alfred du Terrail, secrétaire général de l'agence ,,. D'autres employés ou proches de l'agence bénéficièrent d'un classement : Georges Vigne, rédacteur en chef, André Delavenne, directeur-adjoint d'Inter-France informations, Champeaux, Pierre Morel, René Gast, directeur des services de la rédaction d'Inter-France informations, Marcel Cayla, premier secrétaire de rédaction à Inter-France informations, René Selve, Gabriel Bernard, co-responsable avec Pierre Morel du service de documentation de l'agence, Maurice Bex, secrétaire général des éditions Inter-France, entré à l'agence en 1939, Mlle Claude Gaudin, reporter à Inter-France informations, René Malliavin, conseiller juridique de l'agence et beau-frère d'André Delavenne. Xavier de Magallon a été auparavant condamné à une peine d'indignité mais a été relevé aussitôt de sa peine pour acte de résistance.
En juillet 1949, Le député communiste André Pierrard demande à l'Assemblée nationale des explications au ministre de la justice sur l'affaire Inter-France et évoque les « trusts qui étaient derrière l'agence », citant Thiriez, Revel, Fraissinet et Béghin, sans différencier la période de l'avant-guerre de celle de l'Occupation, ainsi que Dupraz, et des journaux qui ont bénéficié de mesures de classement comme La Dépêche de Toulouse ou Le Petit Provençal. Un périodique communiste, L'Avenir normand, s'indigne que l'un des copropriétaires et directeurs du Journal de Rouen, Pierre Lafond, condamné en 1945 à 5 ans de prison, ait été libéré avant le terme de sa peine et, pour le déconsidérer, cite une de ses lettres adressées à Sordet en 1941.

### Prolongements
Après avoir publié en 1945 un livre qui met en cause les journalistes parisiens ayant accepté d'écrire dans les journaux sous l'Occupation, Première page, cinquième colonne, Jean Queval se voit reprocher par des journalistes collaborationnistes son appartenance passée à l'agence. Le journaliste collaborationniste et antisémite Pierre-Antoine Cousteau se venge plus tard, dans Après le Déluge (1956), en qualifiant son livre de « rapport de police » et en affirmant qu'il travailla sous l'Occupation pour Inter-France : 

« Au lieu de prendre bêtement le maquis comme les patriotes téméraires, c’est à l’Agence Inter-France que M. Quéval préparait les lendemains mélodieux de la chose publique ressuscitée, à l’agence Inter France qui était – comme on le sait, ou comme on ne le sait plus – l’abomination de la désolation collaborationniste. Nanti de ce râtelier lucratif, M. Jean Quéval pouvait voir venir. N’étant point exagérément enclin à écrire, il ne risquait pas de se compromettre. Mais tout de même, si les cohortes du III° Reich l’avaient emporté, M. Quéval eût pu se prévaloir de ses fonctions à Inter France pour se faire titulariser, sans peine, pionnier de l’Europe Nouvelle. (...) C’est ici que s’affirma la conscience proprement romaine de M. Quéval. Tout autre, moins affranchi des préjugés petits bourgeois, eût peut-être renâclé à se faire le pourvoyeur des charniers et des bagnes de l’épuration, à mâcher la sale besogne des argousins à fourragère rouge et des magistrats parachutés. Cet autre se fût dit qu’il n’était sans doute pas excessivement élégant de désigner aux feux de salve tant de confrères avec qui l’on avait partagé le pain et le sel des temps difficiles. (...) En 1945, dans la clandestinité autrichienne, j’avais lu cette compilation avec un furieux écoeurement. Parce ce que les bourriques me donnent des nausées. Parce que, dans la hiérarchie des vilenies, Première page, Cinquième colonne est sans doute ce que l’on peut concevoir de plus vil,. »

Saint-Paulien et Henry Coston soulignent aussi ses anciennes fonctions à l'agence.
Certains journalistes ou cadres de l'agence collaborent ensuite à des journaux d'extrême droite, tel Raymond d'Argila, ancien rédacteur en chef adjoint d'Inter-France (Aspects de la France, Fraternité française, périodique de l'Union de défense des commerçants et artisans de Pierre Poujade). Malliavin lance avec Pierre Morel, ancien chef du service de documentation de l'agence, Perspectives, en octobre 1944, qui devient Questions actuelles puis les Écrits de Paris. Il fonde aussi en 1951 Rivarol. Louis Truc est le chroniqueur judiciaire de cet hebdomadaire, sous un pseudonyme. Il était le chroniqueur judiciaire d'Inter-France informations et du Cri du peuple, un périodique du PPF. Morel devient notamment le secrétaire général puis le vice-président de l'Union des intellectuels indépendants.
D'autres journalistes poursuivent leur carrière, après parfois une suspension temporaire plus ou moins brève ordonnée par la commission de la carte, organe de l'épuration professionnelle pour le monde de la presse. Ainsi René Sédillot, ancien secrétaire de rédaction de novembre 1941 à août 1944 d'Inter-France informations à Paris, est suspendu trois mois en juin 1945 malgré son activité alléguée de résistant au sein de l'agence. Il dirige ensuite un hebdomadaire économique, La Vie française.
André Quinquette, qui était en fait le directeur du Courrier de Châteaubriant depuis 1925 et le propriétaire d'autres hebdomadaires, fonde en novembre 1954 un autre hebdomadaire dans son département de naissance, L'Éveil du Périgord, qu'il dirige jusqu'à sa mort en 1961. Pradelle et Vigne animent à partir de 1954 le Centre d'études politiques et civiques (CEPEC), fondé notamment par un ancien soutien de l'agence, l'industriel vosgien Georges Laederich. Vigne est rédacteur en chef des Cahiers du CEPEC et des Dossiers du CEPEC. Le CEPEC lance en 1960 une agence de presse destinée aux petits journaux de province, calquée sur le fonctionnement d'Inter-France, mais dans un contexte différent : l'Agence coopérative interrégionale de presse (ACIP),. L'Éveil du Périgord fait partie des journaux cofondateurs. Georges Vigne est aussi le secrétaire de rédaction du bulletin de l'ACIP.
En 1964, à l'occasion du congrès de l'ACIP qui réunit à Blois les dirigeants de l'agence et ceux de ses journaux affiliés, des périodiques comme Le Droit de vivre et L'Express présentent l'ACIP comme une résurgence d'Inter-France. Jacques Derogy, de L'Express, évoque « le couronnement de quinze années d’efforts pour faire renaitre discrètement de ses cendres une (…) entreprise de presse qui connut ses beaux jours sous l’Occupation (…) l’agence Inter-France ». L’organigramme de l’ACIP est calqué selon lui sur le modèle d’Inter-France (les journaux affiliés sont théoriquement copropriétaires de l'agence, qui est en réalité financée par des industriels) et les « journées de Blois » « rappellent étrangement les journées de Chaillot d’octobre 1942 ». Il cite « l’animateur, M. Pradelle, ancien directeur d’Inter-France, et le cerveau, M. Laederich, cotonnier vosgien (…) administrateur des Eaux de Vittel, qui fut l’un des premiers financiers d’Inter-France ».

## Quelques auteurs édités
- Michel Alerme (Les causes militaires de notre défaite, Stratégie anglaise)
- Henri Béraud (Les raisons d'un silence)
- Georges Champeaux (La Croisade des démocraties)
- Léon Émery (La Troisième République)
- Georges Claude (La seule route, Français, il faut comprendre !)
- Philippe Henriot (Et s'ils débarquaient ?)
- Jean Hérold-Paquis (L'Angleterre, comme Carthage...)
- Alain Laubreaux (Écrits pendant la guerre)
- Dominique Sordet (Les derniers jours de la démocratie)
- Georges Vigne (J'ai vu les ouvriers en Allemagne, 1942 : reportage publié auparavant dans la presse[152])

### Témoignages
- Xavier de Magallon, Dominique Sordet et Pierre Laval, Inter-France (« Trois anniversaires », par Xavier de Magallon, « Six ans de combat », par Dominique Sordet, « Message » de M. Pierre Laval), Paris, Imprimerie de Hardy, 1942.
- Dominique Sordet, Six ans de combat, Inter-France, 1942 (lire en ligne). , « », (édition de 1943 d'une plaquette publiée pour les journées Inter-France des 10-12 octobre 1942).
- Jean Queval, Qu'est-ce qu'Inter-France ?, dans Études de presse, mars 1946 (Lire en ligne)

### Études
- Gérard Bonet, L'agence Inter-France de Pétain à Hitler. Une entreprise de manipulation de la presse de province (1936-1950), édition du félin, 2021.
- Claude Bellanger, Histoire générale de la presse française, volume 4, Presses universitaires de France, 1969
- Pascal Ory, Les collaborateurs: 1940-1945, Seuil, 1980
- René-Gustave Nobécourt, Les secrets de la propagande en France occupée, Les Grandes études contemporaines, Gallimard, 1962 (Lire en ligne)
- Philippe Amaury, Les Deux premières expériences d'un Ministère de l'information en France: l'apparition d'institutions politiques et administratives, d'information et de propagande sous la IIIe République en temps de crise (juillet 1939-juin 1940), leur renouvellement par le régime de Vichy (juillet 1940-août 1944, volume 89 de Bibliothèque de droit public, Librairie générale de droit et de jurisprudence, 1969
- Pascal Fouché, L'édition française sous l'Occupation: 1940-1944, volume 2, Bibliothèque de littérature française contemporaine de l'Université Paris 7, 1987
- Pierre-Marie Dioudonnat, L'argent nazi à la conquête de la presse française, 1940-1944, J. Picollec, 1981
- Jean-François Colas, « Georges Laederich (1898-1969) : le combat d'un industriel vosgien contre le Front populaire et le communisme, 1934-1939 », dans les Annales de la Société d'émulation du département des Vosges, 2018, p. 51-89.
- Henry Coston, Partis, journaux et hommes politiques d'hier et d'aujourd'hui, Lectures françaises, décembre 1960